# Кропив'янка гірська
Кропи́в'янка гірська (Curruca curruca althaea) — підвид прудкої кропив'янки, горобцеподібного птаха з родини кропив'янкових (Sylviidae). Мешкає в горах Центральної і Південної Азії. Раніше вважався окремим видом, названим на честь Алтеї, цариці Калідона в давньогрецькій міфіології. 

## Таксономія

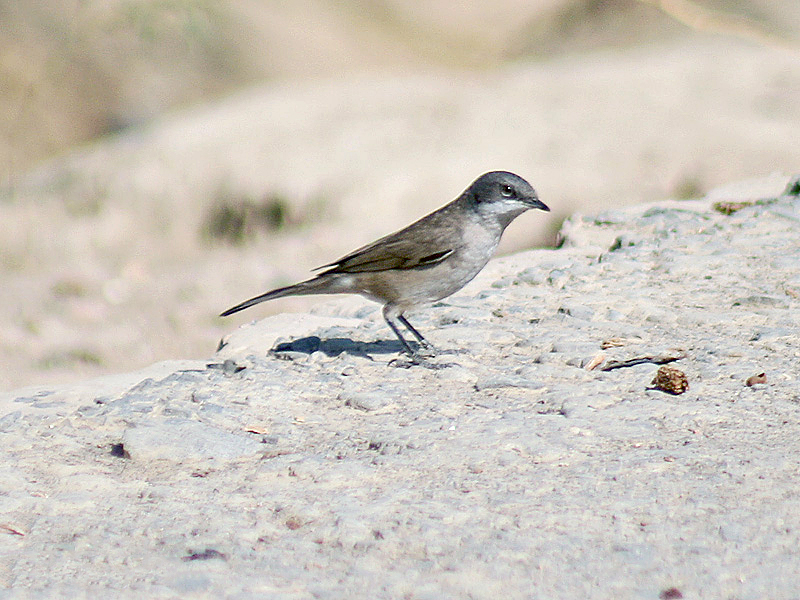
Гірська кропив'янка

Гірська кропив'янка входить до надвиду прудкої кропив'янки, а деякі дослідники вважають ці види конспецифічними. Разом із малою кропив'янкою цей вид формує азійську гілку всередині надвиду, яка розділилася на вид, адаптований до гірських ландшафтів і до посушливин низовин відповідно.

## Опис
Довжина птаха становить 13-14 см, вага 12,4-17 г. Довжина крила становить 6,5-7 см, довжина хвоста 5,6-6 см. Верхня частина тіла у них сірувато-коричнева, тім'я більш сірувате, горло біле, решта нижньої частини тіла сірувато-біла. Гірська кропив'янка відрізняється від прудкої кропив'янки дещо більшими розмірами, більш міцним дзьобом і більш темною, сірувато-коричневою спиною, таким чином у них менш виражений контраст між верхньої частиною голови і спиною.

## Поширення і екологія
Гірські кропив'янки гніздяться від південного Казахстана (гори Каратау) на схід до південно-західного і центрального Тянь-Шаня, на південь до західних хребтів Гімалаїв, до Афганістана, південно-східного Ірана і західного Пакистана, можливо, також на півдні Туркменістану і на південному сході Ірану (Копетдаг). Взимку вони мігрують на південь, де зимують від південного Ірака і південного Ірана до південної Індії і Шрі-Ланки, а також, можливо, на південному заході Аравійського півострова. Гірські кропив'янки живуть в гірських чагарникових заростях, зокрема в заростях ялівця, а також на мигдалевих плантаціях, на висоті від 2000 до 3600 м над рівнем моря. 
Гірські кропив'янки живляться безхребетними, а також ягодами і нектаром. Сезон розмноження триває з середини травня до середини червня. Гніздяться в густих, колючих чагарникових заростях, на висоті від 20 до 150 см над землею, іноді на деревах, на висоті до 3 м над землею. В кладці 4-5 яєць. Інкубаційний період триває 11 днів, пташенята покидають гніздо через 11-12 днів після вилуплення. І самиці, і самці будують гніздо, насиджують кладку і доглядають за пташенятами.